# Габрово (Ђевђелија)
Габрово (мкд. Габрово) је насеље у Северној Македонији, у југоисточном делу државе. Габрово је насеље у оквиру општине Ђевђелија.

## Географија
Габрово је смештено у југоисточном делу Северне Македоније. Од најближег града, Ђевђелије, село је удаљено 20 km северно.
Село Габрово се налази у историјској области Бојмија. Село је на источним падинама планине Кожуф, на приближно 280 метара надморске висине. 
Месна клима је измењена континентална са значајним утицајем Егејског мора (жарка лета).

## Становништво
Габрово је према последњем попису из 2002. године имало 20 становника.
Већинско становништво у насељу су етнички Македонци (100%).
Претежна вероисповест месног становништва је православље.